# Sony Ericsson Z520
A Sony Ericsson Z520 egy kagyló formájú mobiltelefon. Alapértelmezésben fehér színű, de cserélhető előlapok segítségével bármilyen variánsa elérhető.
83x46x24 milliméteres, 94 grammot nyom. Formája miatt "sörnyitónak" is szokták becézni, az antenna ugyanis ívesen hajlítva került a készülék tetejére. Négysávos készülék.
VGA-minőségű (640x480) fényképek készítésére alkalmas kamerával látták el, mely egy trükkel 1 megapixelesre növeli a fényképek méretét. Képes 3GP-videók felvételére is. WAP 2.0 GPRS-szel, infraport, és Bluetooth is része a készüléknek. A Vodafone-os készülékek Live!-szoftvert kaptak.
A kagylóforma miatt két kijezőt kapott a telefon. A külső 4096 színű STN, a belső 65 ezer színű LCD. A szokásos csengőhangokon kívül az mp3-at is tudja kezelni. JAVA-játékok futtatására is alkalmas. Belső memóriája 16 megabájt, amely nem bővíthető.